# ロッチ
ロッチ（Lotti） は、ワタナベエンターテインメントに所属するコカドケンタロウと中岡創一からなる日本のお笑いコンビ。2005年結成。

## メンバー
コカド ケンタロウ（1978年8月8日 - ）（46歳）
ツッコミ、ボケ・ネタ作り担当、立ち位置は向かって左。
大阪府大阪市出身。本名は、小門 建太郎（読み同じ）。
中岡 創一（なかおか そういち、1977年12月8日 - ）（47歳）
ボケ、ツッコミ・小道具作り担当、立ち位置は向かって右。
愛知県生まれ奈良県橿原市育ち
- コカドは中岡にとってNSCでの先輩にあたるが中岡はコカドを先輩扱いせず、コカドも中岡を後輩扱いしていない。

## 来歴・芸風
- コントを専門とする。ボケとツッコミはネタによって変わるが、中岡によるリアクションが活かされるものが多い。後述の2015年のキングオブコント以降は中岡がボケ、コカドがツッコミに専念するようになっている[1]。
- 2人は共にNSC大阪校出身であるが、吉本興業所属時は別々のコンビを組んでいた。中岡は22歳で一旦芸人を辞めて名古屋の工場にて勤務、一方コカドは吉本を辞めて東京進出、事務所を転々とした後にワタナベエンターテインメントへ入った。友達4人で沖縄に3泊4日の旅行へ出かけ、その旅行にて仲良くなった2人は2005年にコンビを結成。中岡もコカドと同じ事務所に入った。
- コンビ名の由来は、コンビを組んだ2005年に日本一になった千葉ロッテマリーンズにあやかって少しもじって名付けられた。ただし千葉ロッテマリーンズの選手も『VS嵐』（フジテレビ）で共演するまで知らなかったという[2]。玩具メーカー・コスモスが発売していたロッテ・ビックリマンのコピー商品とは無関係で、2人ともこの騒動を知らなかった。
- キングオブコントでは2008年に屈辱の2回戦落ちを味わったが、その後の2009・2010年では連続で決勝進出を果たし2009年は6位、2010年は7位という結果に終わった。2015年には5年ぶり3度目となる決勝進出を果たし、ファーストステージの「試着室」で同年の大会の最高得点を叩き出し優勝まであと一歩と迫ったが、ファイナルステージにてコカドがボケを担当する「ボクサー」でまさかの低得点を挙げてしまい、全体3位まで沈むという番狂わせとなった。審査員を務めた松本人志（ダウンタウン）は後に別番組で「ファーストステージで一番オモロかったのがロッチで、ファイナルで一番オモロなかったのがロッチ」と語っていた。また、この出来事が起きて以後はファーストステージでウケたのにファイナルステージではウケなかったことをロッチ現象と称されることがある[3]。ロッチ現象の例としては2018年のチョコレートプラネットがある[4][5]。
- 2014年頃から中岡が『世界の果てまでイッテQ!』（日本テレビ）に準レギュラーとして出演するようになって以降、それぞれピン芸人としての出演も増えている。

## 賞レース戦歴

### キングオブコント
| 年度             | 結果       | 決勝戦キャッチコピー         | 備考                      |
| ---------------- | ---------- | ---------------------------- | ------------------------- |
| 2008年（第1回）  | 2回戦進出  |                              |                           |
| 2009年（第2回）  | 決勝6位    | 「遅れてきた本格派ルーキー」 |                           |
| 2010年（第3回）  | 決勝7位    | 「コントワールド無限大」     |                           |
| 2011年（第4回）  | 準決勝進出 |                              |                           |
| 2012年（第5回）  | 準決勝進出 |                              |                           |
| 2013年（第6回）  | 準決勝進出 |                              |                           |
| 2014年（第7回）  | 準決勝進出 |                              |                           |
| 2015年（第8回）  | 決勝3位    | 「コントワールド無限大」     | ファーストステージ1位通過 |
| 2016年（第9回）  | 準決勝進出 |                              |                           |
| 2017年（第10回） | 準決勝進出 |                              |                           |
| 2021年（第11回） | 準決勝進出 |                              |                           |

### その他賞レース
- 2017年 ワタナベお笑いNo.1決定戦 優勝

## 出演
メンバー単独での出演は中岡創一、コカドケンタロウの項を参照。

### テレビ

#### 現在の出演番組
- ネプリーグ（フジテレビ、2009年4月13日 - ）※不定期
- 世界の何だコレ!?ミステリー（フジテレビ、2017年 - ）
- なりゆき街道旅（フジテレビ、2018年4月 - ）※不定期
- 2355、0655（NHK Eテレ、2018年5月2日 - ）

#### 過去の出演番組
- THE THREE THEATER（フジテレビ、2008年1月29日 - 2009年3月）
- あげテンッ（東海テレビ、2009年4月2日 - 2013年9月26日）
- 爆笑レッドシアター（フジテレビ、2009年4月15日 - 2010年9月8日）
- ホメられてノビるくん（フジテレビ、2010年10月 - 2011年9月）
- 笑っていいとも!（フジテレビ、2009年10月2日・2010年2月8日・4月2日・9月17日・2010年10月 - 2012年3月まではレギュラー）
- 笑っていいとも!増刊号（フジテレビ、2010年10月 - 2012年3月）
- 笑っていいとも!特大号（フジテレビ、2010年 - 2011年）
- 奇跡ゲッター ブットバース!!（TBS、2010年11月20日 - 2011年7月30日）
- サタネプ☆ベストテン（TBS、2011年10月15日 - 2012年9月1日）
- ピロロン学園（日本テレビ、2012年4月11日 - 9月19日）
- 人体くん（NHK Eテレ、2017年9月29日 - ）[6] - 肝臓くん 役
- PON!（日本テレビ、2013年4月3日 - 2018年9月27日）※2016年9月までは水曜日レギュラー。翌月より火曜日に異動。
- NGT48のにいがったフレンド!（テレビ新潟、2017年1月17日 - 2019年3月26日）
- ひらめけ!冒険キッズ ナゾトキ×ランプ 3つのハテナ（朝日放送、2020年10月4日 - 25日）
- 空気Dr.マモル（中京テレビ、2021年1月5日[7] - 3月30日）
- ロッチ×NGT48のアイドルってなんだ?（テレビ新潟、2022年2月1日 - 2022年7月5日）- MC・冠番組
- ロッチと子羊（NHK Eテレ、2022年4月7日 - 2024年3月21日） - MC・冠番組[8]

#### 過去の準レギュラー
- 世界笑える!ジャーナル （TBS、2010年4月21日 - 8月25日）
- ホントに知りたいアノ質問　バカなフリして聞いてみた（日本テレビ、2011年4月19日 - 9月13日）

#### その他、過去の出演
- 爆笑オンエアバトル（NHK総合）戦績1勝4敗 最高497KB
  - コカドはギャルソンズ時代にも挑戦している。
- 爆笑ピンクカーペット（フジテレビ、2007年11月26日）キャッチコピーは「あっちこっち」
  - 新春ゴールデンピンクカーペット（2009年1月1日）
- 爆笑レッドカーペット（フジテレビ）
  - キャッチコピーは「笑いの筋 通します」→「かめばかむほどクセになる」
  - コラボカーペットで、少年少女や木村卓寛（天津）&加藤歩（元ザブングル）(中岡のみ、天津木村隊名義)や今泉&鈴木Q太郎（ハイキングウォーキング）(中岡のみ、言ってみ隊名義)。
- ウンナン極限ネタバトル! ザ・イロモネア 笑わせたら100万円（TBS）
  - ゴールドラッシュから勝ち上がって、2009年7月2日の「ピンモネア」に挑戦。
  - 2009年8月6日の「サバイバルSP」に参戦。
  - 2017年1月2日の復活特番では、中岡が4thチャレンジの『サイレント』にて、むせて審査の結果、番組史上4組目の失格者となった。
- タモリ倶楽部（テレビ朝日）不定期出演
- お笑いDynamite!（TBS） - キャッチコピー「あっち こっち そっち」
- アドレな!ガレッジ（テレビ朝日）
- スパイスTV どーも☆キニナル!（フジテレビ）
- 爆笑一番（秋田テレビ）
- お笑い芸人歌がうまい王座決定戦スペシャル（フジテレビ、第16・17回）
- Run for money 逃走中（フジテレビ、2009年9月26日・2010年3月24日・2011年7月5日・2012年4月8日・2013年1月6日、13日・2021年5月5日・2023年12月31日・2024年12月31日)-2013年1月6日、13日・2021年5月5日・2023年12月31日・2024年12月31日は中岡のみ - 2009年9月26日の回では中岡が逃走成功で96万円を獲得した。
- 雨上がり決死隊のトーク番組アメトーーク!（テレビ朝日）- 不定期出演
- ワールドポリス24時　有吉vs世界の凶悪犯罪（関西テレビ、2012年8月19日）
- 笑っていいとも! グランドフィナーレ 感謝の超特大号（フジテレビ、2014年3月31日）
- タモリ×山中伸弥「驚き!人体解明ヒストリー」(NHK総合、2018年3月31日)
- 笑アニさまがやってくる!（NHK総合、2018年7月16日）
- オールスター後夜祭（TBS、2019年4月7日[9]）- オールスター感謝祭からの居残り

### 映画
- 夜は短し歩けよ乙女（2017年4月7日） - 詭弁部OB高坂役：中岡、学園祭事務局副長役、オウム役：コカド

### CM
- ネスレ日本 ネスカフェ エクセラ「エクセラで、ナツラテ！ （クレイジーラッツ）」篇（2011年）[10]
- セガ『ぷよぷよ!! Puyopuyo 20th anniversary（ニンテンドーDS版）』 （2011年）
- NTTドコモ『dポイント』『dカード』（2015年 - ） - ポインコ兄弟の声
  - 「ポイに恋して」篇（2024年3月29日 - ） - 小門たまる 役（コカド）、中岡つかえる 役（中岡）[11]
- 花王「フレアフレグランス」（2016年） ※Webムービー[12]
- アサヒビール「ブラックニッカ リッチブレンド」（2022年）[13]

### ラジオ

#### 現在の出演番組
- さくらひなたロッチの伸びしろラジオ（NHKラジオ第1、2021年3月29日 - 2025年3月17日〈予定〉[14]）- 冠番組

#### 過去のレギュラー
- ロッチのオールナイトニッポンR 日曜（土曜深夜）（ニッポン放送ほか、2010年1月 - 3月）※毎月第1週
- 4ROOMS（TOKYO FM、2010年4月1日 - 2010年9月30日）月 - 木 16:00 - 19:00（月曜日担当）
- クレイジーラッツのラッツ!ゴー!クレイジー!（ニッポン放送、2011年11月4日 - 2013年3月30日）
- 「ロッチのだめだめラジオ・天使のお言葉」（NHKラジオ第1、2012年度 - wktkラヂオ学園日曜 23時台〈最終日曜除く〉・2013年度 - 土曜 20時台〈最終土曜除く〉 - 2015年3月14日）

### 舞台
- 朗読劇『『芸人交換日記』〜リーディングシアター〜』（2013年3月17日、大阪ビジネスパーク円形ホール）

### DVD
- バナナチェリー（ビクターエンタテインメント、2008年12月3日）
- ラストベストロッチ（ジェネオン・ユニバーサル、2009年8月21日）
- ロッチラリズム 単独ライブDVD（ジェネオン・ユニバーサル、2010年2月24日）
- ラストベストロッチ2（ジェネオン・ユニバーサル、2010年10月）
- PELOPELOTTi 単独ライブDVD（ジェネオン・ユニバーサル、2011年2月24日）
- ロッチ単独ライブ「ストロッチベリー」（アニプレックス、2012年2月22日）
- ロッチ単独ライブ「ハート」（アニプレックス、2013年4月24日）
- ラストベストロッチ３（ソニー・ミュージックマーケティング2017年10月4日）
- ロッチ単独ライブ「銀座ロッチ」（ソニー・ミュージックソリューションズ、2021年1月27日）
- ベストネタシリーズ ロッチ（ソニー・ミュージックソリューションズ、2021年8月25日）
- ロッチ単独ライブ「モモイロッチ」（ソニー・ミュージックソリューションズ、2022年4月20日）

### 単独ライブ
- HOW TO SHIT IN THE WOODS（2007年1月20日、笹塚ファクトリー）
- ロッチラリズム（2009年10月9・10日、下北沢GARODEN）
- PELO PELO PELOTTi（2010年5日・6日、北沢タウンホール）
- ストロッチベリー（2011年11月4日・5日、北沢タウンホール／2011年11月27日大阪ABCホール）
- ハート（2012年11月16日・17日、北沢タウンホール）
- スペード（2013年11月1日・2日、表参道GROUND）
- ダイヤクローバ（2015年2月6日・7日、新宿シアターモリエール）
- リッチ（2016年5月13日・14日、新宿シアターモリエール）
- Aロッチ（2017年4月17日・18日、本多劇場）
- ロ・ロ・ロッチ（2018年7月27日・28日、本多劇場）
- マハロッチ（2019年4月26日・27日、本多劇場）
- 銀座ロッチ（2020年10月2日・3日、時事通信ホール）
- モモイロッチ（2021年10月30日・31日、渋谷区文化総合センター大和田 さくらホール）
- すってんこロッチ（2022年6月24日・25日、北沢タウンホール）

### トークライブ
- LOTTI NITE（2009年 - ）※不定期
- お前下顎だけでしゃべるなよ（2013年 - ）※不定期
- 不惑のハーモニー（2019年7月9日、表参道GUROUNDO）

## 書籍
- 小川仁志、『ロッチと子羊』NHK制作班『『ロッチと子羊』で学ぶ 中高生のための哲学入門』ミネルヴァ書房、2023年12月25日。ISBN 978-4-6230-9711-1。[15]